# Unordnung und frühes Leid
Unordnung und frühes Leid ist eine Novelle von Thomas Mann, die 1925 zunächst in der Neuen Rundschau publiziert wurde und 1926 als Buch erschien. 1976 wurde der Stoff unter der Regie von Franz Seitz weitgehend textgetreu verfilmt, wobei in einer Art Vorspann auch Motive aus Tonio Kröger mitverarbeitet wurden. Darsteller sind unter anderen Martin Held, Ruth Leuwerik, Sabine von Maydell, Hansi Kraus und Christian Kohlund.

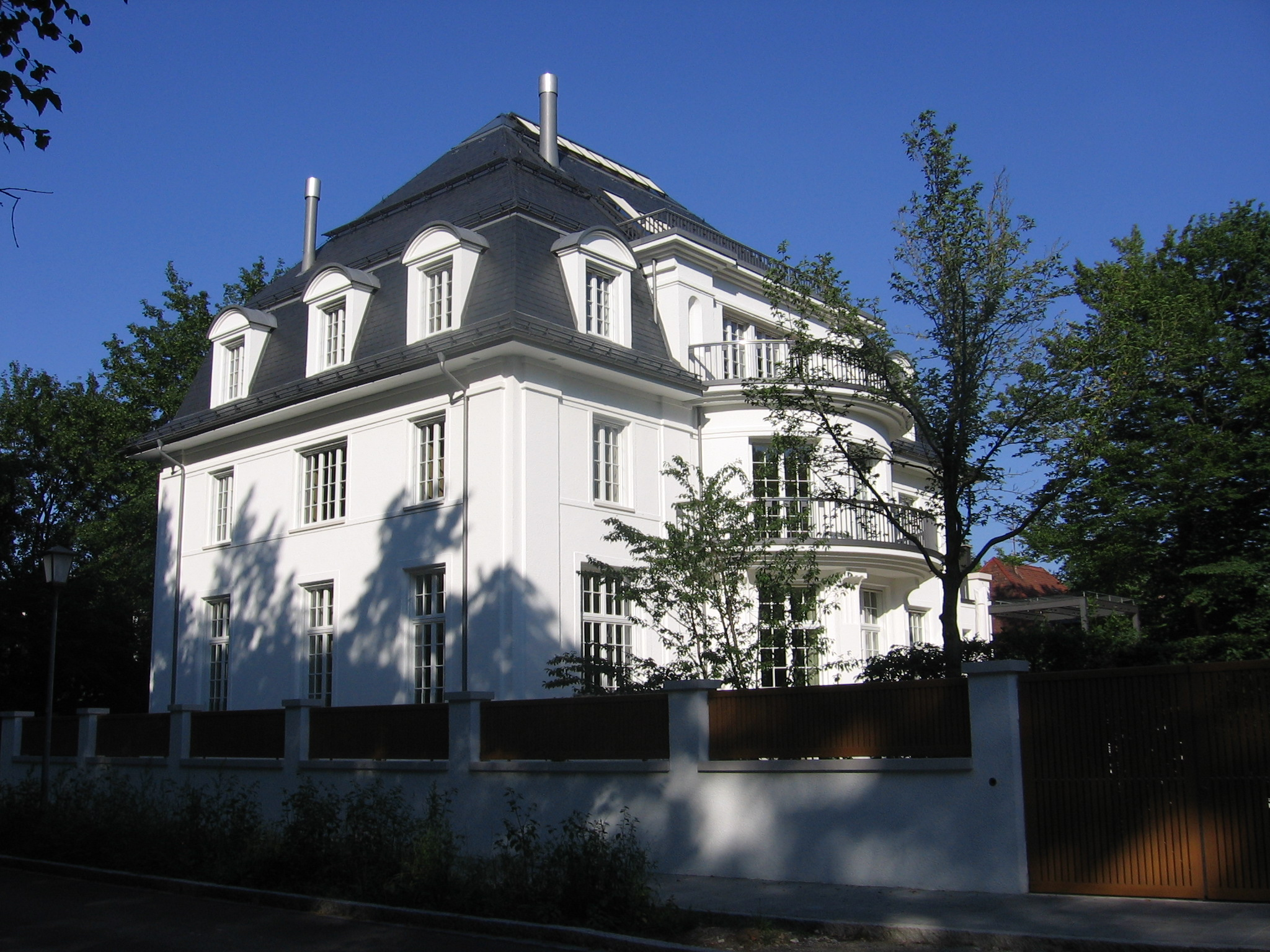
Thomas Manns Münchner Villa, die als Vorbild für das Ambiente von Unordnung und frühes Leid diente.

Die Erzählung weist auffallend starke autobiographische Züge auf: Im Familienoberhaupt Professor Cornelius und seinem „eleganten und bequemen Münchner Vorstadthaus“ sind unschwer der Autor und seine damalige Bogenhausener Villa wiederzuerkennen. Das Fest dort erinnert an die typischen Künstler- und Atelierfeste der Weimarer Zeit. Auch die ungewöhnliche Familienkonstellation erinnert sehr an Thomas Manns eigene Verhältnisse: Seine beiden älteren Kinder Klaus und Erika befanden sich im Inflationsjahr 1923 im selben Alter wie Ingrid und Bert Cornelius – und benahmen sich auch ebenso exzentrisch wie in Unordnung und frühes Leid beschrieben. Die um zwölf Jahre jüngeren Geschwister Beißer und Lorchen entsprechen weitgehend Michael Mann und Elisabeth, und das im Zentrum der Geschichte stehende frühe Leid der verliebten, kleinen Tänzerin hat sich ganz ähnlich auch in Wirklichkeit so zugetragen.

## Inhalt

### Die Familie Cornelius
Die Novelle spielt während der Inflationszeit nach dem Ersten Weltkrieg. Professor Abel Cornelius, Ordinarius für frühneuzeitliche Geschichte, lebt mit seiner Frau, seinen halbwüchsigen Kindern Bert und Ingrid, den beiden Nachzüglern Beißer und Eleonore („Lorchen“) sowie mehreren Bediensteten in einem eleganten Münchner Vorstadthaus. In seiner Funktion als Historiker liebt er Geschichte nur, „sofern sie geschehen ist“. Die „gegenwärtigen Umwälzungen“ hasst er indes, empfindet sie als „gesetzlos, unzusammenhängend und frech, mit einem Wort: als unhistorisch“.
Die beiden älteren Kinder sind von einer gewissen spielerischen Exzentrik geprägt, die sie zu allerlei Streichen veranlasst. Die obligatorischen Lebensmittelrationierungen umgehen sie zum Beispiel, indem sie sich in den Läden in wechselnder Verkleidung mehrmals anstellen, um die erforderlichen Eier für den Festtagskuchen zusammenzubekommen. Auch haben Bert und Ingrid einmal die „Besuchskartenschale der Eltern ausgeleert und die Karten kreuz und quer, aber nicht ohne Sinn für das Verwirrend-Halbwahrscheinliche, in die Briefkästen des Viertels verteilt, woraus viel Unruhe erwuchs“. In der Trambahn führen sie schon mal laute, „lange, gefälschte“ und recht „ordinäre Gespräche“ etwa über Ingrids angeblichen „Sohn, der sadistisch veranlagt ist und neulich auf dem Lande eine Kuh so unbeschreiblich gemartert hat“, bis sich ein konservativer Herr die „Erörterung derartiger Themata“ durch junge Leute energisch verbittet.
Die beiden Kleinen dagegen wachsen verwöhnt und behütet heran, mit heiteren Spielen mit den Eltern, mit Reimversen der Kinderfrau Anna und Neckereien des Hausdieners Xaver Kleinsgütl. Beißer in seiner „vierjährigen Manneswürde (…) leidet schwer unter den Misshelligkeiten des Lebens, neigt zu Jähzorn und Wutgetrampel, zu verzweifelten und erbitterten Tränenergüssen über jede Kleinigkeit“, was die Kinderfrau Anna auf sein „fettes Blut“ zurückführt. Lorchen dagegen, der Liebling ihres Vaters, gefällt sich darin, ihren Bruder zu unterrichten, ihn über „Krankheiten wie Brustentzündung, Blutentzündung und Luftentzündung“ aufzuklären oder ihm im Bilderbuch die Vögel „Wolkenfresser, Hagelfresser und Rabenfresser“ zu zeigen.

### Das Fest
Eines Abends geben die Großen im Hause der Eltern ein Fest. Cornelius, dem solche Aktivitäten eher lästig sind, hält sich zunächst im Hintergrund, erledigt seine Korrespondenz und beschäftigt sich lieber in seinem Arbeitszimmer mit der Verschuldung historischer Staaten. Später mischt er sich dann doch unter die Gäste und lässt sich von seinen Kindern die jungen Gäste vorstellen, u. a. den Brauereierben Zuber, den Schauspieler Herzl, den „Bankbeamten“ und Wandervogel-Sänger Möller, vor allem aber den Studenten Max Hergesell. Zu Anchovisbrötchen und Zigaretten tanzt man „Shimmys, Foxtrotts und Onestepps“. Die Kleinen genießen den ungewohnten Trubel und beteiligen sich in altersgemäßer Weise am Fest. Zu Lorchens großem Vergnügen beugt sich Hergesell zu ihr herunter und tanzt zum Spaß mit ihr wie mit einer erwachsenen Partnerin.
Auf einem kurzen winterlichen Abendspaziergang hängt Professor Cornelius schwermütigen Gedanken nach, vergleicht Hergesell mit seinem eigenen liederlichen Sohn Bert, räsoniert über seine am folgenden Morgen anstehenden Geschichtskollegien, insbesondere über die Idee der Gerechtigkeit und über die Themen Sympathie und Melancholie.

Bei seiner Rückkehr berichtet man ihm von Lorchens Seelennöten: Sie sei zu Bett gebracht worden, habe sich dabei aber nicht von Max Hergesell, ihrem „Tanzpartner“, lösen wollen. „Max soll mein Bruder sein“, fleht sie nun verzweifelt ihren Vater an. Der fragt sich vorwurfsvoll, was die Tanzgeselligkeit da nur angerichtet habe. Annas einfältigen, aber gar nicht so unzutreffenden Verweis darauf, dass die „weiblichen Triebe“ bei dem Kind „ganz uhngemein lepphaft“ in Erscheinung träten und es das Lorchen „recht heftik erwischt“ habe, verbittet er sich brüsk. Auf Betreiben Xavers, des jugendlichen Hausdieners, kommt Max noch einmal in Lorchens Schlafzimmer, zeigt sich „im sichtlichen Vollgefühl seiner Rolle als Glücksbringer, Märchenprinz und Schwanenritter“ am Bettchen der schluchzenden Kleinen, die daraufhin selig einschläft. Cornelius preist den Himmel, dass „eine Kindernacht zwischen Tag und Tag einen tiefen und breiten Abgrund bildet“, sodass morgen „der junge Hergesell nur noch ein blasser Schatten“ sein werde, „unkräftig, ihrem Herzen irgendwelche Verstörung zuzufügen“.

## Interpretation

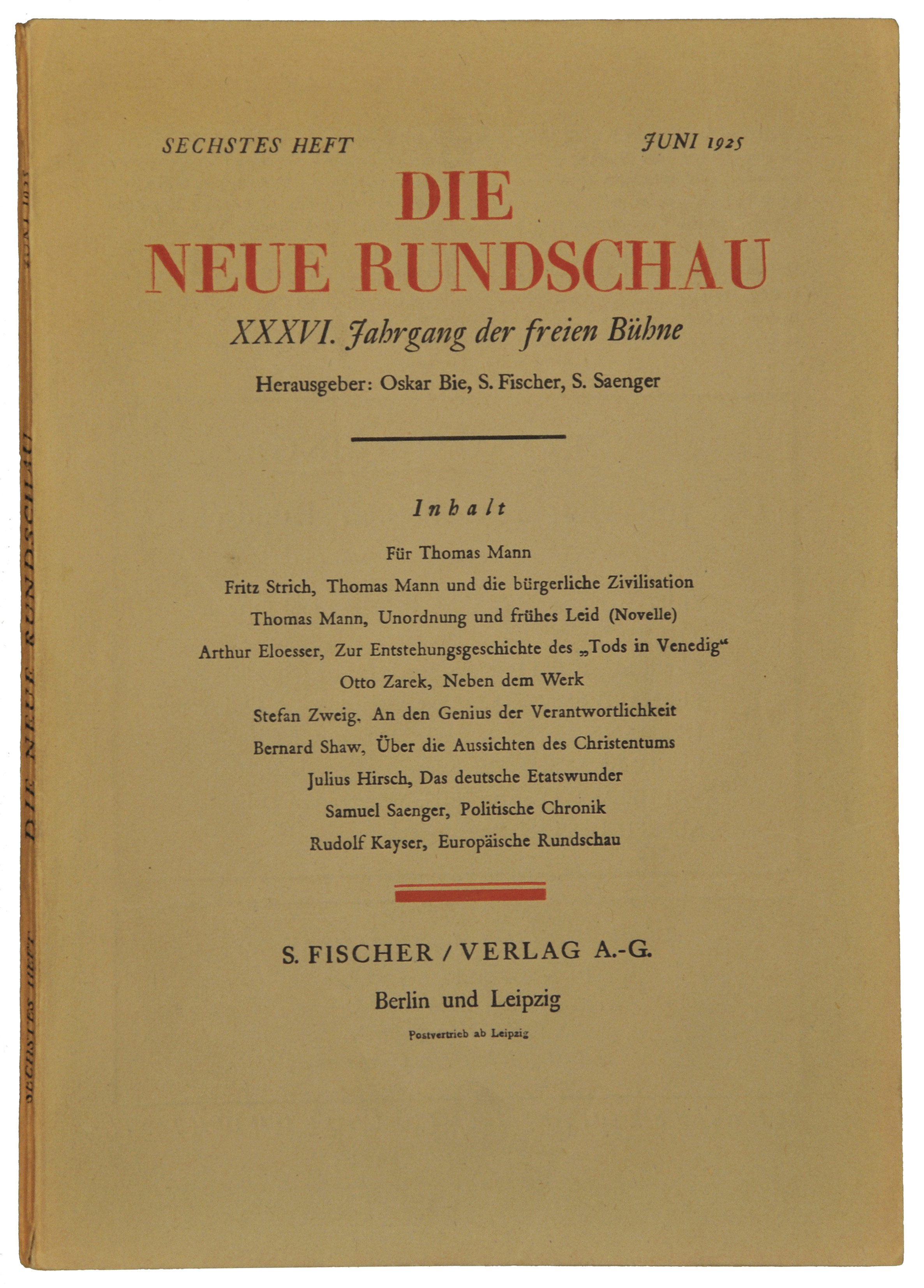
Erstdruck 1925 in der Literatur-Zeitschrift «Die neue Rundschau»

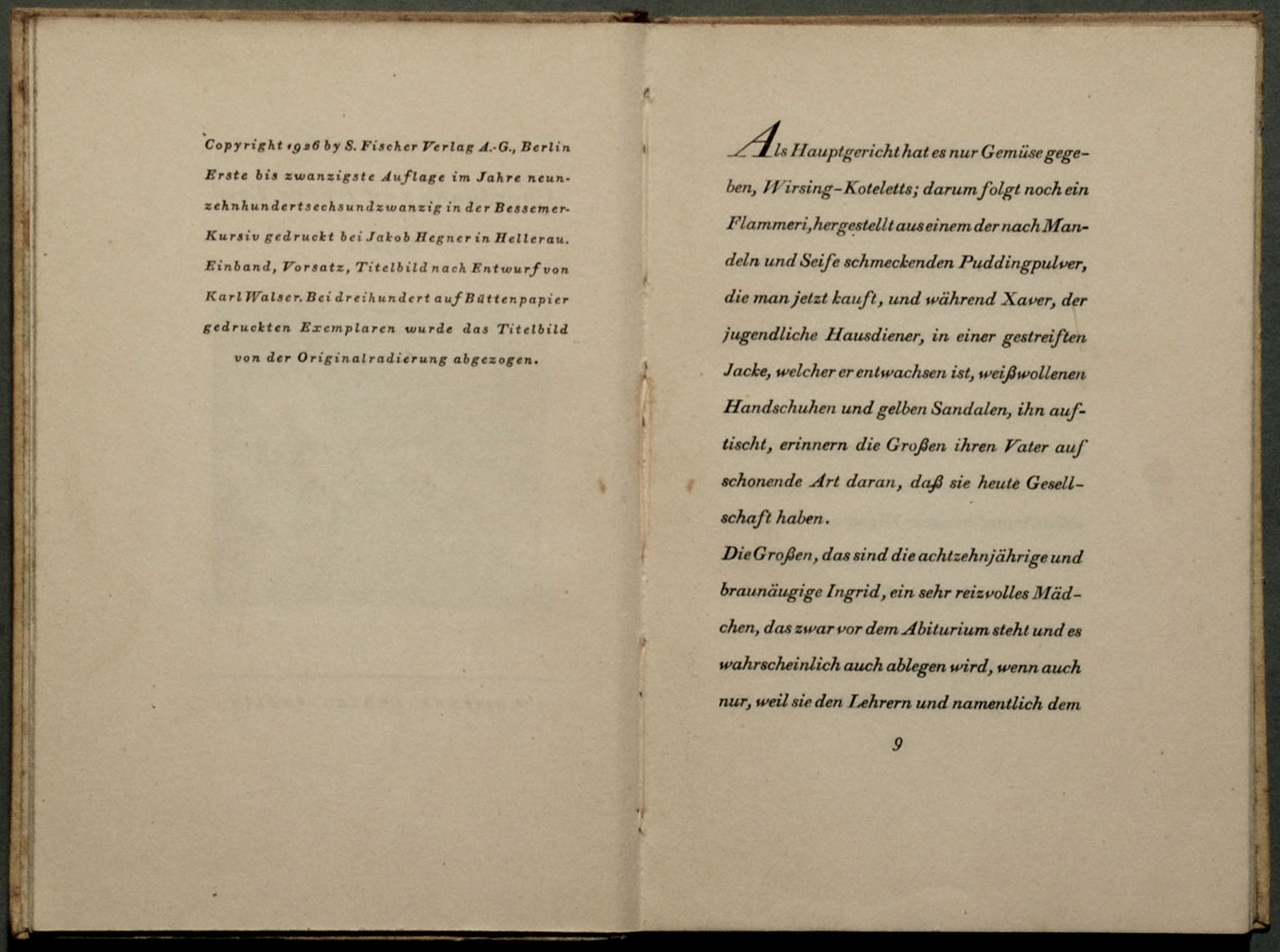
Impressum und Anfang

Ein zentrales Thema der Erzählung ist das konservative Bewahrenwollen der Vergangenheit und der Rückzug ins Private: Konsequent verschließt sich Geschichtsprofessor Cornelius den Zeitströmungen, eben der im Titel vorkommenden Unordnung. Eine sehr häufig zitierte und gedeutete Schlüsselpassage spiegelt nicht nur Manns, sondern auch die zeitgenössische Kritik an der etablierten akademischen Geschichtswissenschaft wider: 
Er [Cornelius Abel] weiß, daß Professoren der Geschichte die Geschichte nicht lieben, sofern sie geschieht, sondern sofern sie geschehen ist; daß sie die gegenwärtige Umwälzung hassen, weil sie sie als gesetzlos, unzusammenhängend und frech, mit einem Worte, als „unhistorisch“ empfinden, und daß ihr Herz der zusammenhängenden, frommen und historischen Vergangenheit angehört.
Die schwierige politische Situation der Weimarer Republik mit ihrer Inflation, ihrem politischen Extremismus und ihrer moralischen Haltlosigkeit schlägt sich hier ebenso nieder wie der am Horizont heraufziehende Nationalsozialismus. „Vaterliebe und ein Kindchen an der Mutterbrust“ seien daher „zeitlos und ewig und darum sehr heilig und schön“. Und doch erkennt Cornelius das Unreine in dieser Liebe, „die Feindseligkeit darin, die Opposition gegen die geschehende Geschichte zugunsten der geschehenen, das heißt des Todes“.
Ein weiteres Motiv besteht im schleichenden Ablösungsprozess der Kinder, dieser „Villenproletarier“, von ihrem großbürgerlichen Elternhaus. Die Großen, Bert und Ingrid, haben sich längst emanzipiert, nennen ihre Eltern scherzhaft „ehrwürdige Greise“, tanzen ihnen buchstäblich auf der Nase herum und wollen Künstler werden oder gar „als Kellner in Kairo“ arbeiten. Aber auch die Kleinen zeigen bereits Entfremdungstendenzen. Lorchens Erlebnis mit dem Neuling Max Hergesell entspricht nicht nur dem zweiten Begriff des Novellentitels, dem frühen Leid, sondern ist ein erster früher Bote des Ausbrechens aus den vertrauten Kreisen. Noch wird es von Cornelius im Vertrauen auf die Kürze des kindlichen Gedächtnisses beiseitegeschoben, doch aufhalten kann er es letztlich nicht.
Mit der Figur des Max Hergesell hat Thomas Mann seinem Ruf als Schöpfer sprechender Namen wieder einmal alle Ehre gemacht: Der junge Mann hat sich „hergesellt“, ein „hergelaufener Geselle“, der sich ungefragt in wohlgemeinter, aber (ver)störender Weise zwischen Vater und Tochter schiebt. Entsprechend ambivalent ist das Verhältnis des Professors zu ihm: Einerseits schätzt er ihn als „Menschen von Distinktion“ und Vorbild für seinen irrlichtelierenden Sohn Bert. Andererseits sind „die Empfindungen, die den Professor gegen den jungen Hergesell beseelen“ ganz eigentümlich „aus Dankbarkeit, Verlegenheit, Haß und Bewunderung zusammengeqirlt“. Auch Eifersucht und Zweifel an der Lauterkeit der Motive des Studenten klingen mit an, wenn er ihn scherzhaft zweideutig mahnt: „dass Sie sich nur keine Rückgratverkrümmung zuziehen beim Bücken“.
Beachtung verdient auch das zahlreiche Dienstpersonal der Villa, das einen facettenhaften Einblick in die Sozialstruktur der Weimarer Zeit erlaubt: die einfältige, mit „strenger Beschränktheit“ agierende Kinderfrau Anna, die ihr neues Gebiss für den „Gesprächsstoff“ weiter Kreise hält und in überkompensatorischer Unterdrückung ihres Standesjargons auch weiche Konsonanten hart spricht. Der schalkhafte, mit seiner Stellung weitgehend zufriedene Xaver Kleinsgütl, dessen Namen Mann von seinem langjährigen renitenten Dienstmädchen Josepha Kleinsgütl („Affa“) entlehnt hat. Schließlich die aus dem Bürgertum in die Dienstbotensphäre abgestiegenen, von dem „von vornherein gleich niedrig geborenen“ Kleinsgütl verhöhnten Schwestern Hinterhöfer.